# Vieux-Vy-sur-Couesnon
Vieux-Vy-sur-Couesnon is een gemeente in het Franse departement Ille-et-Vilaine (regio Bretagne). De plaats maakt deel uit van het arrondissement Rennes. Vieux-Vy-sur-Couesnon telde op 1 januari 2022 1.280 inwoners.

## Geografie
De oppervlakte van Vieux-Vy-sur-Couesnon bedroeg op 1 januari 2022 21,56 vierkante kilometer; de bevolkingsdichtheid was toen 59,4 inwoners per km².

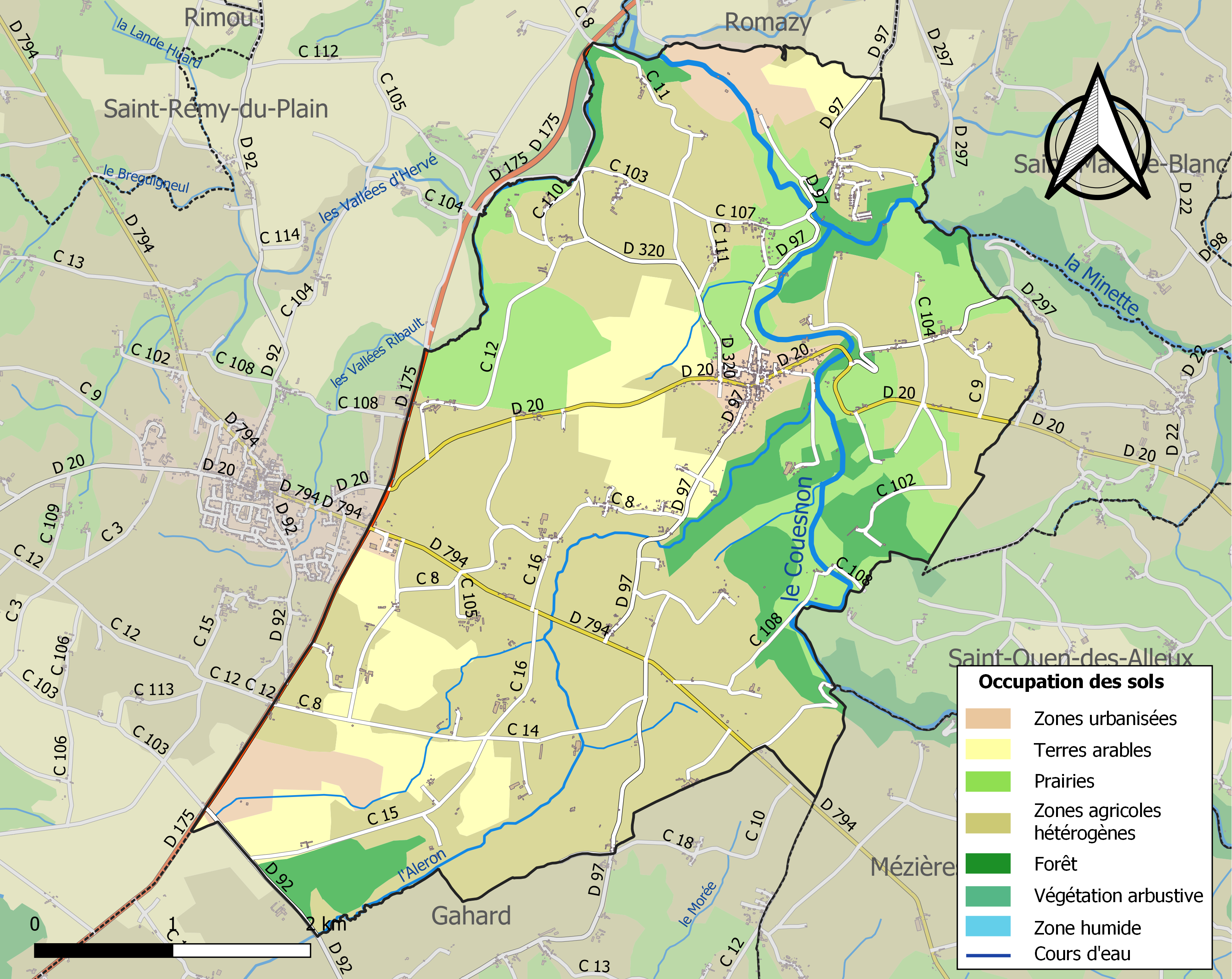
Kaart van de gemeente met belangrijkste infrastructuur, bodemgebruik en omliggende gemeenten

## Demografie
Onderstaande figuur toont het verloop van het inwonertal (bron: INSEE-tellingen).